# Alberto Bacigalupe
Alberto Bacigalupe Sologuestoa (Bilbao, 8 de junio de 1946 - ib. 17 de enero de 2006) fue un periodista deportivo español, especializado en fútbol y ciclismo.

## Biografía
Alberto Bacigalupe se crio en el barrio bilbaíno de Indautxu. Se licenció Historia Moderna y Contemporánea por la Universidad de Deusto, sin embargo dado que era hijo y sobrino de periodistas, decidió dedicarse, desde muy joven y durante toda su vida, al periodismo.
Con tan sólo 22 años ya era corresponsal en Bilbao del diario Donostiarra "La Voz de España", puesto que ejerció entre 1968 a 1970. Tras estos comienzos, Bacigalupe consigue por concurso-oposición el puesto de Jefe de Deportes en Radio Popular de Bilbao, y más tarde en 1983 entra a formar parte de la plantilla de redactores del Centro Territorial del País Vasco del grupo público RTVE, grupo que no abandonaría hasta el final de su carrera, con la salvedad de un breve paréntesis en el que alternó sus funciones, con las de jefe de deportes del diario Tribuna Vasca en los años 1982-83. En 1996 Alberto Bacigalupe es nombrado director del Centro Territorial de RTVE en Bilbao y cuatro años más tarde fue destinado también como director al Centro Territorial de Canarias. En octubre del 2004 regresó a Bilbao, para reincorporarse como redactor en su Centro Territorial, poco después le detectan un cáncer de páncreas que fue la causa de su muerte.
Bacigalupe fue autor, en colaboración, de diversos libros sobre historia deportiva, materia a la que dedicó la mayor parte de su profesión. En el año 2005, poco antes de su muerte, publicó "Belauste, el caballero de la furia", la biografía sobre el jugador del Athletic Club de los años 20 José María Belausteguigoitia.
Hombre que vivía el periodismo deportivo con mucha pasión, también será recordado por retransmitir pruebas ciclistas desde la moto, menester que abandonó cuando tras muchas rondas a sus espaldas, tuvo un accidente y dejó la moto por los estudios de televisión.

## Vida privada
Alberto Bacigalupe era padre de una hija, pocos meses antes de su muerte nació su primer nieto. Tenía un hermano gemelo, el también periodista Carlos Bacigalupe.
Bacigalupe fue un fiel seguidor del Athletic de Bilbao, tanto que llegó a decir: "El Athletic y el Indautxu [el equipo de su barrio] son mi patria".